# Сёренсен, Асгер
Асгер Стрёмгор Сёренсен (дат. Asger Strømgaard Sørensen; 5 июня 1996, Силькеборг, Дания) — датский футболист, защитник клуба «Спарта».

## Карьера
Асгер Сёренсен учился играть в футбол в академиях ФК «Вирклунд», «Силькеборг» и «Мидтьюллан». 25 сентября 2013 года дебютировал в основном составе «Мидтьюллана» в матче кубка Дании против команды «Дьюрс».
В январе 2014 года переехал в Австрию и стал игроком «Ред Булл» и одновременно был включён в состав его фарм-клуба «Лиферинга». 7 марта дебютировал в первой лиге Австрии в матче против «Аустрии» из Лустенау.
Из-за травмы лодыжки пропустил большую часть сезона 2014/2015.

## Достижения
- Чемпион Австрии (3): 2013/14, 2014/15, 2015/16
- Обладатель Кубка Австрии (3): 2013/14, 2014/15, 2015/16
- Чемпион Чехии: 2022/23